# Can Don Joan
Can Don Joan, també coneguda com a casa noble de Cruïlles, i més antigament com a Mas Castellar, era una masia, actualment desapareguda, situada dalt d'un turonet al barri de la Clota de Barcelona, entre l'avinguda del Marquès de Castellbell i el carrer de Porto, a tocar de l'actual plaça de l'Estatut.

## Història i descripció
La finca tenia horta, jardí, gran extensió de vinya i aigua pròpia, arbres fruiters i antigament un molí fariner. A part de l'ús residencial, disposaven de parcers per treballar la terra.
Segons Francisco de Zamora, a finals del segle xviii el propietari era Joan Descatllar i de Cartellà (†1766), de qui la casa prengué el nom. També la va descriure extensament Rafael d'Amat i de Cortada, baró de Maldà, en el seu dietari Calaix de sastre: «... torre i hisenda d’allò ben regalada d’aigua que mana de ses fonts i d’aquella gran cascada que llença a un gran fondo safareig amb peixos davant de la torre ....»
Al costat de la casa hi havia el pontet de can Don Joan, imprescindible per salvar el torrent de la Clota.